# Produktionskette
Die Produktionskette (oder Produktionsreihe) ist bei der Produktion von Gütern die Gesamtheit aller Wirtschaftszweige, welche sämtliche  Verarbeitungsstufen von der Produktentwicklung über die Vorfertigung und Zulieferer sowie die Weiterverarbeitung bis hin zum Endprodukt umfasst. Pendant im Handel ist die Absatzkette, in der Distributionslogistik die Lieferkette.

## Allgemeines
Die Produktionskette bildet zusammen mit der Distribution und unterstützenden Dienstleistungen das Produktionssystem, wobei die Wertschöpfung innerhalb des Produktionssystems stattfinden muss. Eine Produktionskette besteht in einem Betrieb während der Produktion aus mehreren, verfahrenstechnisch in sich abgeschlossenen Ablaufabschnitten, dem weitere Ablauffolgen bis zur Herstellung des Endproduktes folgen müssen. Wichtigstes Merkmal einer Produktionskette ist deren räumliche Konzentration der Ablaufabschnitte und die funktionalen Verflechtungen der Wirtschaftssubjekte innerhalb dieses Raumes. Bei geringer Fertigungstiefe übernehmen andere Betriebe die erforderlichen Ablaufabschnitte. Deshalb ist die Produktionskette sowohl in der Betriebswirtschaftslehre als auch in der Volkswirtschaftslehre thematisiert.

## Betriebswirtschaftslehre
Die Produktionskette ist die Folge einzelner Produktionsprozesse, bei denen jeweils mindestens ein Output zum Input des nachfolgenden Prozesses wird. Bei dieser geschlossenen Produktionskette liegt eine zyklische Produktion vor, wobei zwischen einstufigen und mehrstufigen Zyklen zu unterscheiden ist. Die technische Verkettung einzelner Ablauffolgen kann dazu führen, dass Produktionsstörungen tendenziell unmittelbar auf die gesamte Produktionskette durchschlagen und Engpässe verursachen.

## Volkswirtschaftslehre
Die Grundstoffe wie Eisen, Leder oder Zellstoff verbinden sich bis zum Endprodukt mit unterschiedlichen Produktionsketten, sodass jeder Betrieb als Schnittpunkt von mehreren solcher Produktionsketten fungiert. Die Produktionskette in der Öl- und Erdgasindustrie beispielsweise wird im Allgemeinen in die Verarbeitungsstufen upstream (deutsch Quelle), midstream (deutsch Transport) und downstream (deutsch Endversorgung) unterteilt. Upstream erfasst dabei die Tätigkeiten, die mit der Prospektion von Lagerstätten und deren Erschließung zusammenhängen. Midstream fasst Tätigkeiten des Transports, der Raffination, Weiterverarbeitung und des Großhandels zusammen. Downstream ist der Vertrieb an den Endverbraucher.